# Militära grader i Israel
Militära grader i Israel visar tjänstegrader och gradbeteckningar i Israels försvarsmakt.

## Grader och gradbeteckningar
| Personalkategori                            | Grad (typbefattningar) svensk motsvarighet | Gradbeteckning       |
| ------------------------------------------- | --- | -------------------- |
| קצינים ראשים Generalspersoner               | (רב-אלוף (רא"ל Rav aluf (Ra'al) (Försvarschef) (Generallöjtnant) |                      |

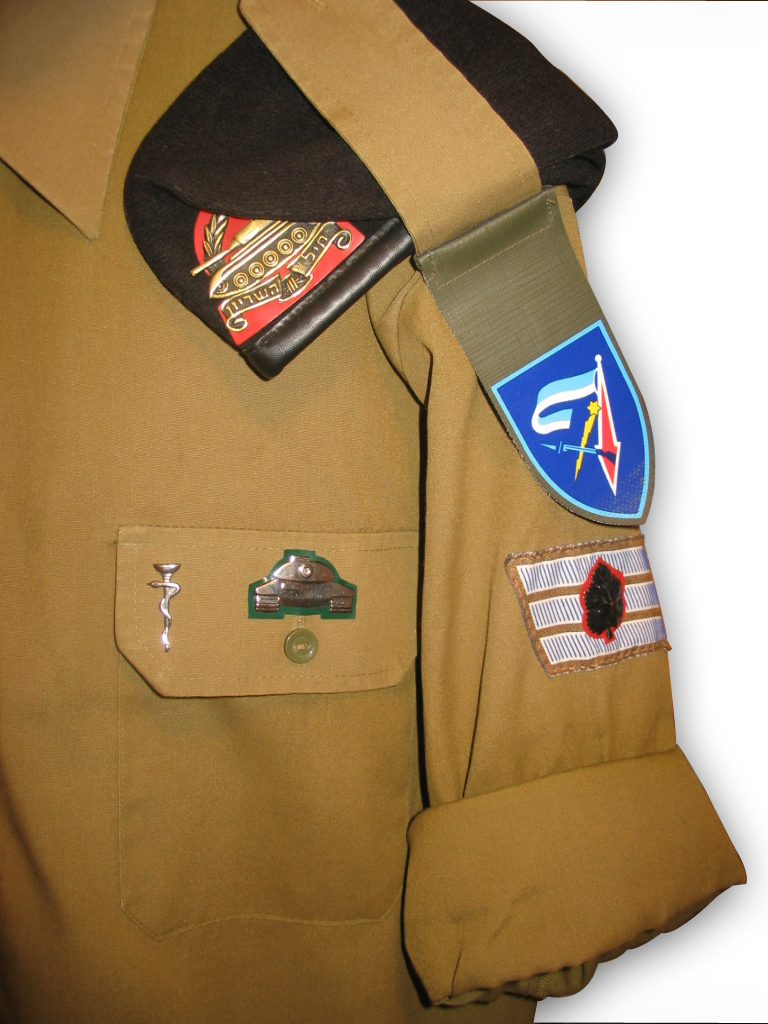
Daglig dräkt för sergeant vid 7. pansarbrigaden.

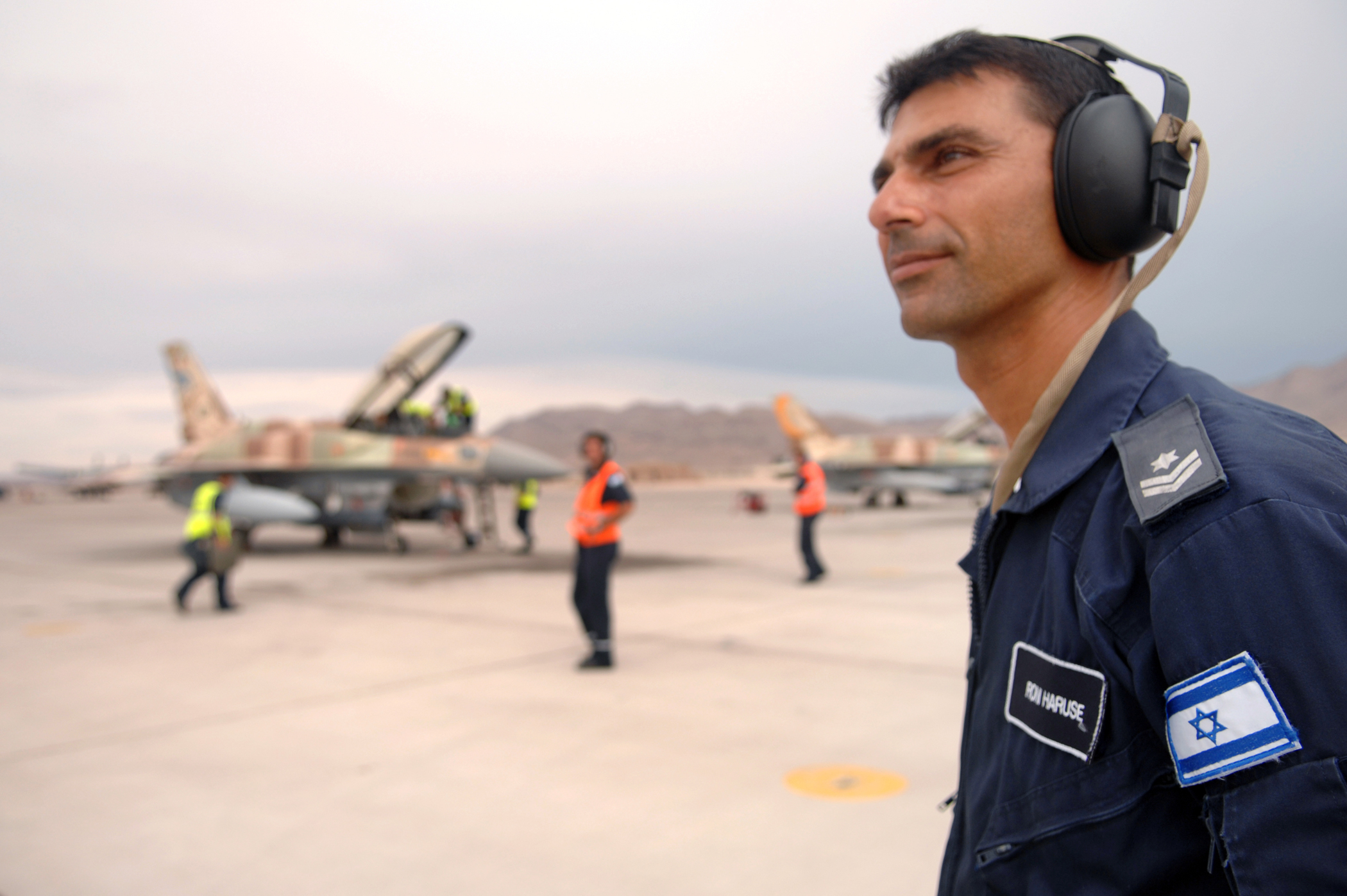
Förvaltare vid flygvapnet i arbetsdräkt.

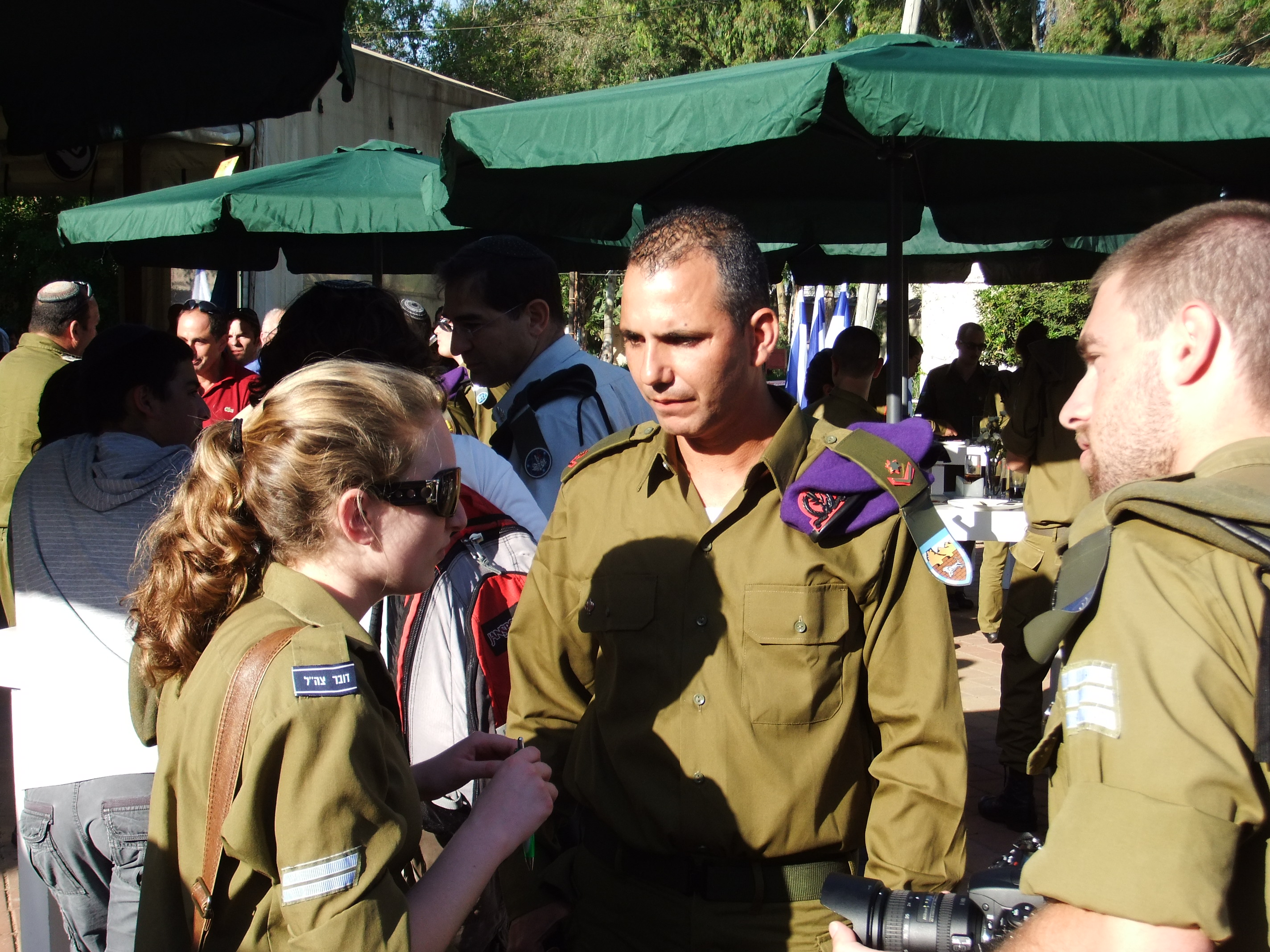
Från vänster till höger: Vicekorpral, förvaltare vid Givatibrigaden, sergeant.

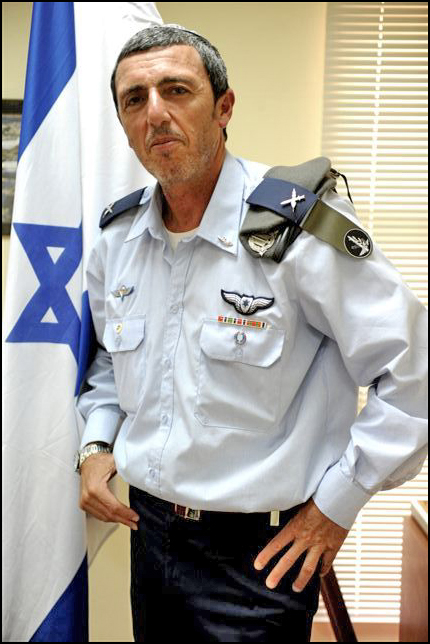
Brigadgeneral och chef för fältrabbinatet i blå daglig dräkt för flygvapnet.

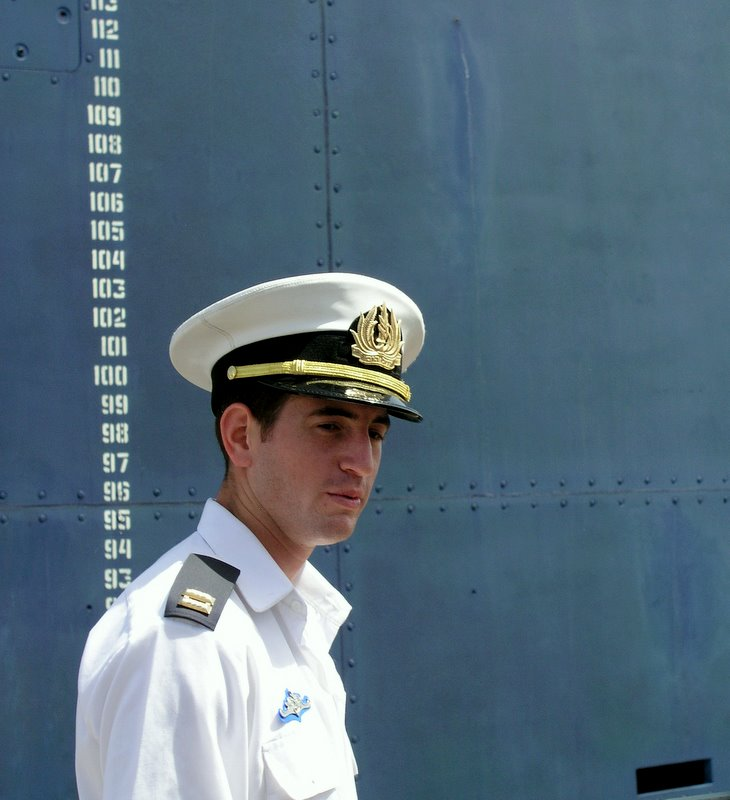
Löjtnant vid sjöstridskrafterna i vit daglig dräkt.

| קצינים ראשים Generalspersoner               | אלוף Aluf (Regional militärbefälhavare, truppslagsinspektör) (Generalmajor) |                      |
| קצינים ראשים Generalspersoner               | (תת-אלוף (תא"ל Tat aluf (Ta'al) (Regional militärbefälhavare, truppslagsinspektör, divisionschef, brigadchef) (Brigadgeneral)                                                             |                      |
| קצינים בכירים Regementsofficerare           | (אלוף משנה (אל"מ Aluf mishne (Alam) (Brigadchef, regementschef) (Överste) |                      |
| קצינים בכירים Regementsofficerare           | (סגן-אלוף (סא"ל Sgan aluf (Sa'al) (Bataljonschef) (Överstelöjtnant) |                      |
| קצינים בכירים Regementsofficerare           | (רב סרן (רס"ן Rav seren (Rasan) (Ställföreträdande bataljonschef, kompanichef) (Major) |                      |
| קצינים זוטרים Kompaniofficerare             | סרן Seren (Kompanichef) (Kapten) |                      |
| קצינים זוטרים Kompaniofficerare             | סגן Segen (Ställföreträdande kompanichef, plutonchef) (Löjtnant) |                      |
| קצינים זוטרים Kompaniofficerare             | (סגן-משנה (סג"מ Segen mishne (Sagam) (Plutonchef) (Fänrik) |                      |
| קצינים אקדמאים Akademiska officerare        | (קצין אקדמאי בכיר (קא"ב Katsín akademai bakhír (Ka'ab) (Läkare, tandläkare, veterinär, auditör, själavårdspersonal i reserven med kaptens tjänsteställning.) (Kaptens tjänstegrupp )      |                      |
| קצינים אקדמאים Akademiska officerare        | (קצין מקצועי אקדמאי (קמ"א Katsín miktsoí akademai (Kama) (Läkare, tandläkare, veterinär, auditör, själavårdspersonal i reserven med löjtnants tjänsteställning.) (Löjtnants tjänstegrupp) |                      |
| נגדים Specialistofficerare(Stabsfanjunkare) | (רב-נגד (רנ"ג Rav nagad (Ranag) (Regementsförvaltare) |                      |
| נגדים Specialistofficerare(Stabsfanjunkare) | (רב-סמל בכיר (רס"ב Rav samal bakhír (Rasab) (Stabsfanjunkare) (Förvaltare) |                      |
| נגדים Specialistofficerare(Stabsfanjunkare) | רב נגד משנה (רָנָ"ם) Rav nagad mishne (Ranam) (Brigadfanjunkare/Regementsfanjunkare) (Förvaltare)                                                                                           |                      |
| נגדים Specialistofficerare(Stabsfanjunkare) | (רב-סמל מתקדם (רס"מ Rav samal mitkadem (Rasam) (Bataljonsadjutant) (Förvaltare) |                      |
| נגדים Specialistofficerare(Stabsfanjunkare) | (רב-סמל ראשון (רס"ר Rav samal rishon (Rasar) (Kompaniadjutant) (Fanjunkare) |                      |
| נגדים Specialistofficerare(Stabsfanjunkare) | (רב-סמל (רס"ל Rav samal (Rasal) (Ställföreträdande plutonchef) (Förste sergeant) |                      |
| חוגרים Gruppbefäl och soldater              | ( סמל ראשון (סמ"ר Samal rishon (Samar) (Gruppchef) (Sergeant) |                      |
| חוגרים Gruppbefäl och soldater              | סמל Samal (Gruppchef) (Korpral) |                      |
| חוגרים Gruppbefäl och soldater              | (רב טוראי (רב"ט Rav turai (Rabat) (Vicekorpral) |                      |
| חוגרים Gruppbefäl och soldater              | טוראי Turai (Menig 1kl) | ingen gradbeteckning |
| חוגרים Gruppbefäl och soldater              | טירון Tirón (Menig) | ingen gradbeteckning |

## Baskerfärger

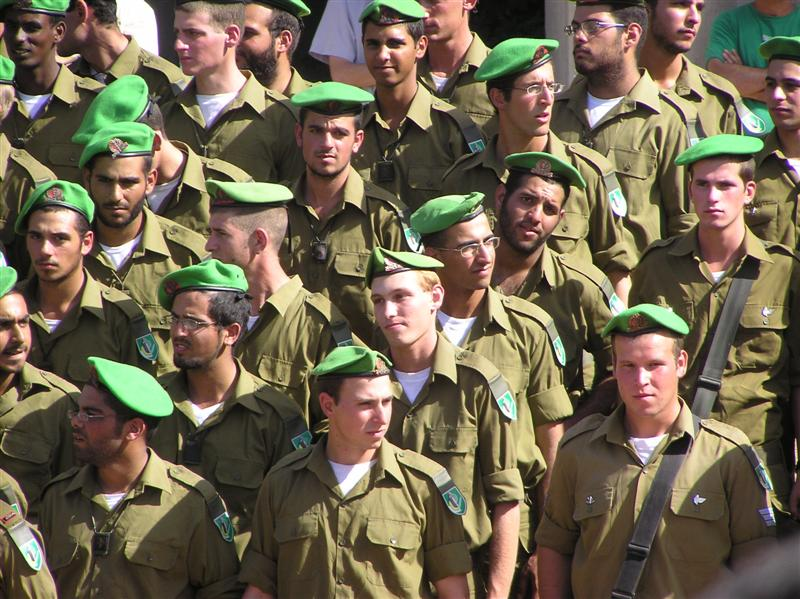
Soldater i Nahalbrigaden med gröna baskrar.

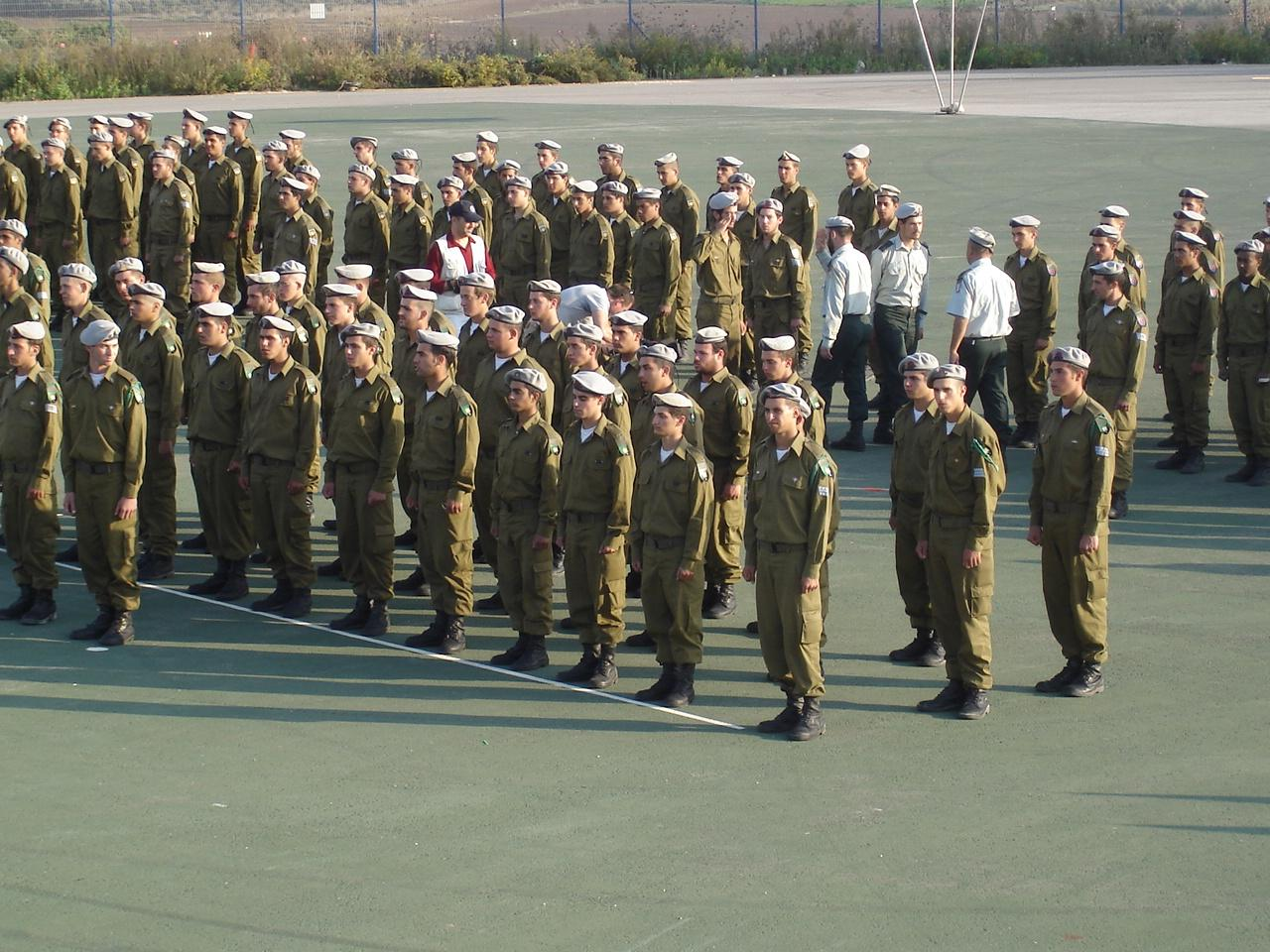
Soldater i ingenjörstrupperna med grå baskrar.

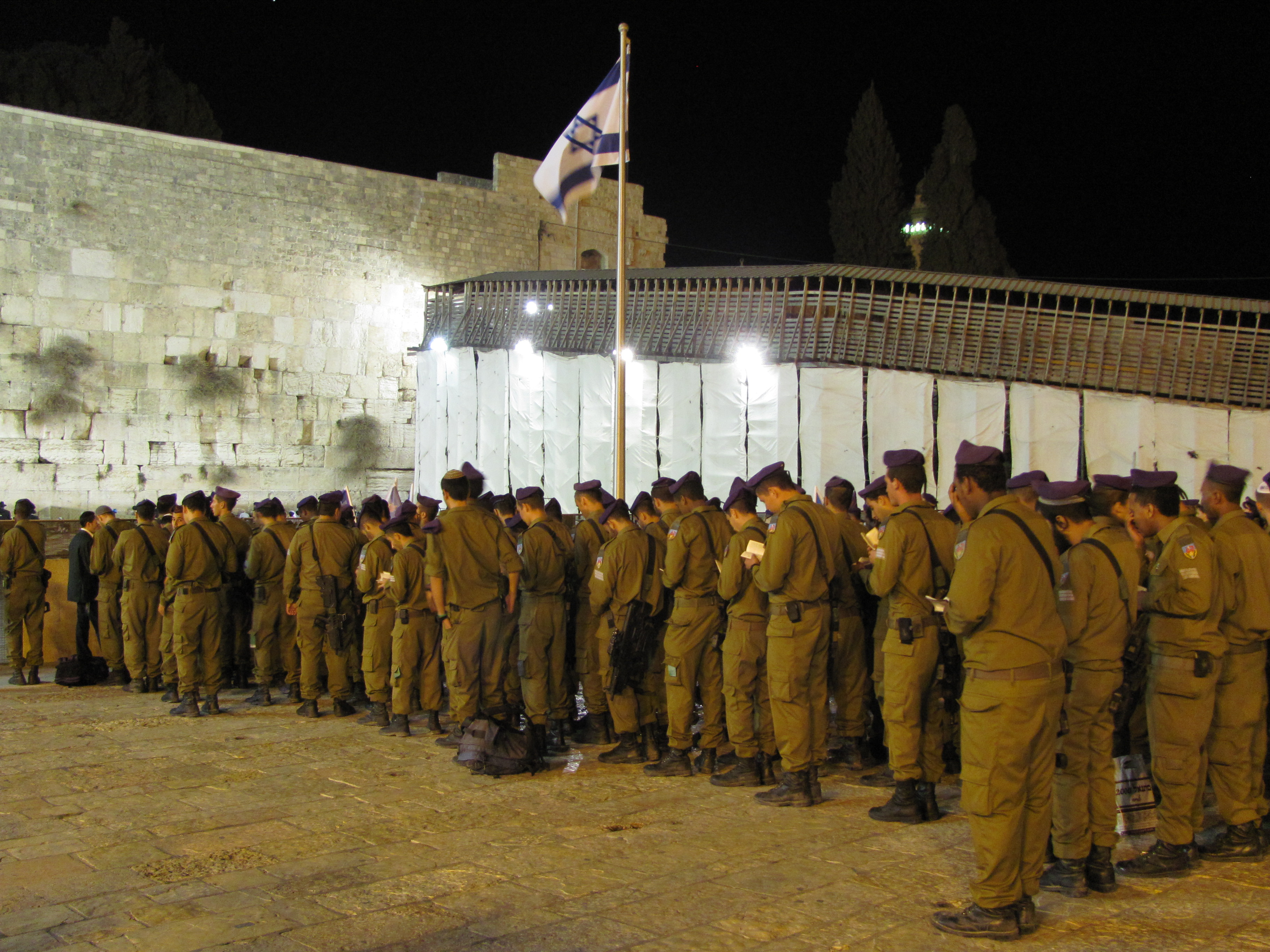
Soldater i Givatibrigaden med lila baskrar ber vid Västra muren.

| Truppslag                                  | Färg |
| ------------------------------------------ | ---- |
| Flygvapnet                                 |      |
| Flygstridskrafterna och luftvärnet         |      |
| Infanteriet                                |      |
| Golanibrigaden                             |      |
| Fallskärmsjägarbrigaden och specialförband |      |
| Nahalbrigaden                              |      |
| Givatibrigaden                             |      |
| Kfirbrigaden                               |      |
| Pansartrupperna                            |      |
| Pansarförband                              |      |
| Artilleriet                                |      |
| Artilleriförband                           |      |
| Ingenjörstrupperna                         |      |
| Ingenjörsförband                           |      |
| Underrättelsetrupperna                     |      |
| Underrättelseförband                       |      |
| Militärpolisen                             |      |
| Militärpolisförband                        |      |
| Gränspolisen                               |      |
| Gränspolisförband                          |      |
| Hemmafrontskommandot                       |      |
| Räddnings- och skyddsförband               |      |
| Försvarsmaktsövergripande                  |      |
| Försvarsmakten i allmänhet                 |      |
| Marinen                                    |      |
| Sjöstridskrafterna                         |      |